# Centrioli
Centrioli su sastavljeni od 9 tripleta kratkih mikrotubula, složenih u cilindričnu strukturu. Nalaze se u citoplazmi životinjskih stanica i kod nekih vrsta alga. Uvijek dolaze u paru, centrosomu, s tim da je jedan centriol okomit na drugoga čime grade centrosom. Ova valjkasta tjelešca pojedinačno su uočljiva samo elektronskim mikroskopom.
Edouard van Beneden i Theodor Boveri napravili su prvo promatranje i prepoznavanje centriola u 1883. i 1888., dok su prvo neovisno dupliciranje izrađeno oko 1950. napravili Etienne de Harven i Joseph G. Gall.